# Янгстаун (Альберта)
Янгстаун (англ. Youngstown) — село в Канаді, у провінції Альберта, у складі спеціальної зони № 3.

## Населення
За даними перепису 2016 року, село нараховувало 154 особи, показавши скорочення на 13,5%, порівняно з 2011-м роком. Середня густина населення становила 139,3 осіб/км².
З офіційних мов обидвома одночасно володіли 5 жителів, тільки англійською — 150..
Працездатне населення становило 90 осіб (72% усього населення), усі були зайняті. 77,8% осіб були найманими працівниками, а 16,7% — самозайнятими.
Середній дохід на особу становив $12 013 (медіана $12 002), при цьому для чоловіків — $12 013, а для жінок $12 013 (медіани — $12 002 та $12 002 відповідно).
29,2% мешканців мали закінчену шкільну освіту, не мали закінченої шкільної освіти — 8,3%, 62,5% мали післяшкільну освіту, з яких 20% мали диплом бакалавра, або вищий.
| Статево-вікова структура населення | Статево-вікова структура населення | Статево-вікова структура населення | Статево-вікова структура населення | Статево-вікова структура населення |
| ---------------------------------- | ---------------------------------- | ---------------------------------- | ---------------------------------- | ---------------------------------- |
|                                    |                                    |                                    |                                    |                                    |
| Всього                             | Всього                             | 51,6%48,4%                         |                                    |                                    |
| 0 — 14 років                       | 0 — 14 років                       |                                    | 18,2%                              | 18,2%                              |
| 15 — 64 років                      | 15 — 64 років                      |                                    | 60,6%                              | 60,6%                              |
| 65 і більше                        | 65 і більше                        |                                    | 21,2%                              | 21,2%                              |
| Середній вік (років)               | Середній вік (років)               | 43,646,1                           | 44,8                               | 44,8                               |
| Медіана (років)                    | Медіана (років)                    | 51,553,5                           | 52,7                               | 52,7                               |
| — чоловіки — жінки                 |                                    |                                    |                                    |                                    |

| Походження мешканців:     | Походження мешканців:     | Походження мешканців: | Походження мешканців: | Походження мешканців: |
| ------------------------- | ------------------------- | --------------------- | --------------------- | --------------------- |
| Походження                |                           |                       | осіб                  | %                     |
| Корінні американці        | Корінні американці        |                       | 0                     | 0%                    |
| Інше північноамериканське | Інше північноамериканське |                       | 50                    | 38.46%                |
| Європейське               | Європейське               |                       | 85                    | 65.38%                |
| британське                | британське                |                       | 55                    | 42.31%                |
| французьке                | французьке                |                       | 10                    | 7.69%                 |
| українське                | українське                |                       | 10                    | 7.69%                 |

| Зайнятість населення за галузями (за класифікацією NOC): | Зайнятість населення за галузями (за класифікацією NOC): | Зайнятість населення за галузями (за класифікацією NOC): | Зайнятість населення за галузями (за класифікацією NOC): | Зайнятість населення за галузями (за класифікацією NOC): |
| -------------------------------------------------------- | -------------------------------------------------------- | -------------------------------------------------------- | -------------------------------------------------------- | -------------------------------------------------------- |
|                                                          |                                                          |                                                          |                                                          |                                                          |
| Управління                                               | Управління                                               |                                                          | 11,8%                                                    | 11,8%                                                    |
| Охорона здоров'я                                         | Охорона здоров'я                                         |                                                          | 11,8%                                                    | 11,8%                                                    |
| Освіта, правозахист, муніципальні та урядові служби      | Освіта, правозахист, муніципальні та урядові служби      |                                                          | 17,6%                                                    | 17,6%                                                    |
| Роздрібна торгівля та послуги                            | Роздрібна торгівля та послуги                            |                                                          | 23,5%                                                    | 23,5%                                                    |
| Гуртова торгівля, транспорт та обладнання                | Гуртова торгівля, транспорт та обладнання                |                                                          | 29,4%                                                    | 29,4%                                                    |
| Природні ресурси, сільське господарство                  | Природні ресурси, сільське господарство                  |                                                          | 11,8%                                                    | 11,8%                                                    |

## Клімат
Середня річна температура становить 2,9°C, середня максимальна – 23°C, а середня мінімальна – -21,3°C. Середня річна кількість опадів – 323 мм.
| Клімат поселення                              | Клімат поселення | Клімат поселення | Клімат поселення | Клімат поселення | Клімат поселення | Клімат поселення | Клімат поселення | Клімат поселення | Клімат поселення | Клімат поселення | Клімат поселення | Клімат поселення | Клімат поселення |
| Показник                                      | Січ.             | Лют.             | Бер.             | Квіт.            | Трав.            | Черв.            | Лип.             | Серп.            | Вер.             | Жовт.            | Лист.            | Груд.            |                  |
| Середній максимум, °C                         | −7,36            | −3,86            | 2,33             | 11,12            | 17,58            | 22,05            | 22,97            | 22,42            | 16,77            | 10,36            | 0,64             | −5,99            |                  |
| Середня температура, °C                       | −14,35           | −10,85           | −4,66            | 4,14             | 10,59            | 15,06            | 17,66            | 17,10            | 11,46            | 5,05             | −4,7             | −11,3            |                  |
| Середній мінімум, °C                          | −21,34           | −17,84           | −11,67           | −2,87            | 3,60             | 8,08             | 12,32            | 11,78            | 6,15             | −0,27            | −10              | −16,62           |                  |
| Норма опадів, мм                              | 14               | 9                | 11               | 17               | 37               | 64               | 61               | 40               | 33               | 12               | 12               | 13               |                  |
| Середньомісячна швидкість вітру, м/с          | 4.60             | 4.40             | 4.60             | 4.70             | 4.50             | 4.20             | 3.70             | 3.70             | 4.00             | 4.42             | 4.63             | 4.63             |                  |
| Середньомісячна сонячна радіація, кДж/м²·день | 4228             | 7758             | 12788            | 17631            | 21031            | 22463            | 23114            | 19540            | 13559            | 8415             | 4519             | 3154             |                  |
| --------------------------------------------- | ---------------- | ---------------- | ---------------- | ---------------- | ---------------- | ---------------- | ---------------- | ---------------- | ---------------- | ---------------- | ---------------- | ---------------- | ---------------- |
| Джерело:                                      |                  |                  |                  |                  |                  |                  |                  |                  |                  |                  |                  |                  |                  |